# Quebrada Pan de Azúcar
La quebrada Pan de Azúcar es un curso de agua intermitente que fluye en el extremo norte de la región de Atacama para desembocar en el océano Pacífico después de atravesar el parque nacional Pan de Azúcar. El límite norte de su cuenca es también el límite entre las Regiones de Atacama y Antofagasta.

## Trayecto
En la quebrada Pan de Azúcar confluyen la quebrada Doña Inés Chica, la cual nace en la cordillera de Domeyko por la confluencia de otros cauces de menor importancia,: 27  la quebrada del Juncal y la quebrada del Carrizalillo. Según Risopatrón, la quebrada principal es la continuación de la quebrada Carrizalillo.: 131 
El cauce inferior de la quebrada atraviesa el parque nacional Pan de Azúcar y desemboca frente a la isla Pan de Azúcar, unos kilómetros al norte de Chañaral.

## Caudal y régimen

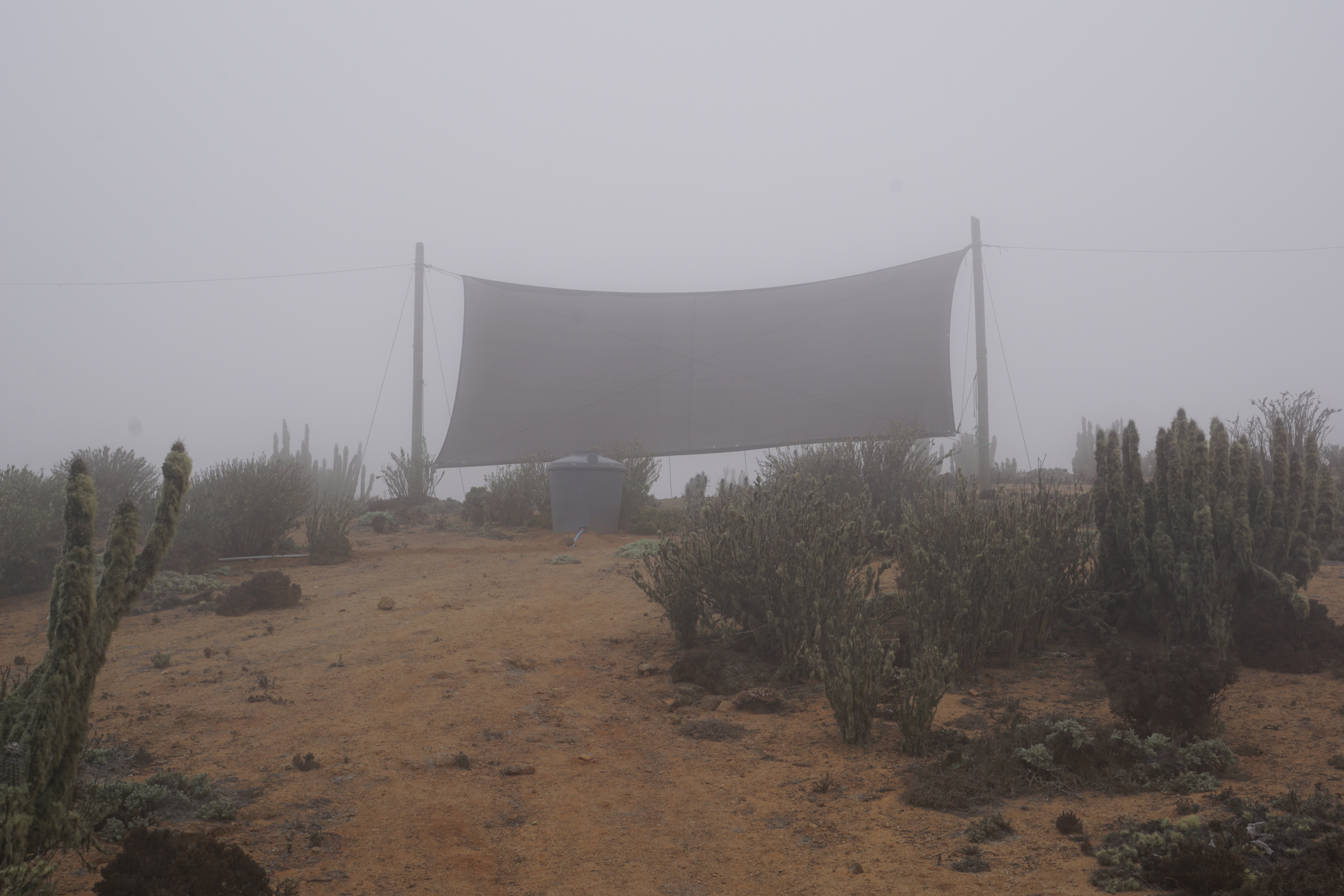
Con mallas finas, como la de la foto en el parque nacional, en que se adhieren las partículas de niebla se puede captar agua cerca del mar.

Las precipitaciones en la zona son notablemente escasas. El informe de la Comisión Nacional de Riego recoge los siguientes valores:
| Estación                 | Precipitaciones anuales en mm |
| ------------------------ | ----------------------------- |
| El Salvador              | 19,3                          |
| Llanta Retén             | 12,4                          |
| Potrerillos              | 14,4                          |
| Diego de Almagro (Chile) | 14,0                          |
| Inca de Oro              | 21,8                          |
| Chañaral                 | 7,1                           |

Para la quebrada misma, un informe de la Dirección General de Aguas consigna precipitaciones de 20 mm/año.: 15  Las bajas precipitaciones impiden la formación de cauces superficiales continuos.
Algunas de las cuencas del desierto se prestan para llevar las aguas del invierno boliviano, que ocurre en el verano austral.
Otra fuente de humedad y hasta cierto punto líquido es la captación en la vegetación de las neblinas, localmente llamadas camanchaca, provenientes del mar.: 41 
Existe un afloramiento de agua al comienzo de la quebrada, que es la quebrada Doña Inés Chica, como lo describe Risopatrón:
Doña Inés (Agua de) 26° 08' 69° 30'. Es de mui buena calidad, corre por un lecho de granito, con 100 o mas metros cúbicos diarios de caudal i se riega con ella un pequeño huerto de árboles frutales; revienta a 2 805 m de altitud, en medio de vegas pastosas i bastante leña en sus alrededores, en un profundo i abrupto corte de la quebrada de Doña Inés Chica, al pié SW de la sierra de este nombre. Dice la tradición que cuando don Pedro de Valdivia vino en 1 540 a la conquista de Chile, aquí descansó i con él su compañera Doña Inés de Suárez. 1, X, p. 250; 2, 7, p. 69; 93, p. XII; 98, carta de San Román (1892) 99, p. 71; i 156; i lugarejo en 68, p. 88; agua de Doña Inés Chica en 128; aguada en 93, p. VIII plano de Kaempffer (19041; i vegas en 93, p. XVIII; 98, II, p. 319 i 501; i III, p. 92, 131, 146 i 329.

## Historia
Francisco Solano Asta-Buruaga y Cienfuegos escribió en 1899 en su obra póstuma Diccionario Geográfico de la República de Chile sobre su desembocadura:
Pan de Azúcar.-—Puerto del departamento de Chañaral situado en los 26° 09' Lat. y 70° 43' Lon., á 10 kilómetros al N. de su capital. Es de corta población, formando una calle que corre al borde de la playa, y contiene un importante establecimiento de fundición de cobre en el que se ocupa la mayor parte de sus moradores, resguardo de aduana y dos muelles para el servicio del puerto. Este es de regular fondeadero, resguardado por una pequeña isla árida de 183 metros de altitud separada de la playa por un hondo canalizo de cerca de un kilómetro de ancho. En su bahía, junto á la población, desemboca la quebrada que baja del Juncal, abriendo un estrecho valle por el que sube un camino hasta el mineral de Carrizalillo y otros inmediatos y por el que se conducen minerales que se benefician en dicho establecimiento.
Luis Risopatrón la describe en su Diccionario Jeográfico de Chile de 1924:
Pan de Azúcar (Quebrada de) 26° 00' 70° 24'. Es ancha i seca, con escepcion del lugar llamado Las Bombas en que aparece el agua en las vegas, corre hácia el W i desemboca en la ribera del mar, hácia el NE del puerto de aquel nombre. 62, II, p. 309; 63, p. 107; 98, II, p. 387 i 501 i carta de San Román (1892); 128; i 156.